# Mark Draper
Mark Draper (født 11. november 1970 i Long Eaton, England) er en tidligere engelsk fodboldspiller, der spillede som midtbanespiller. Han var på klubplan primært tilknyttet Notts County og Aston Villa. Med Villa var han blandt andet med til at vinde Liga Cuppen i 1996 efter finalesejr over Leeds United.
Draper nåede aldrig at spille for Englands A-landshold, men repræsenterede i 1991 tre gange U-21 landsholdet.

## Titler
Football League Cup
- 1996 med Aston Villa